# Ford B-Max
Ford B-Max (стилізовано як B-MAX) — субкомпактвен європейського відділення американського концерну Ford, яке випускався серійно з 2012 по 2017 рік.

## Дебют автомобіля

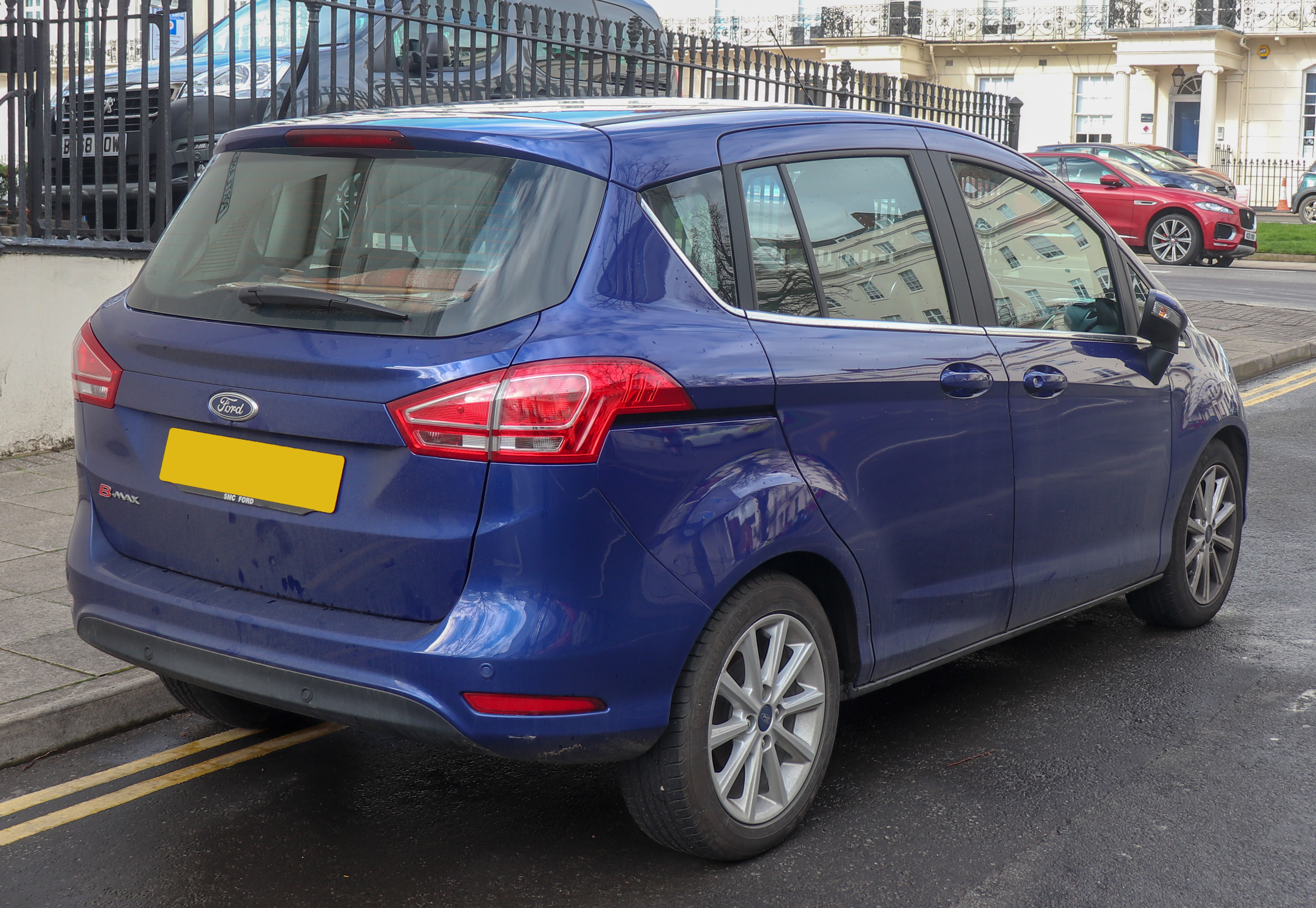
2017 Ford B-Max Titanium Navigator

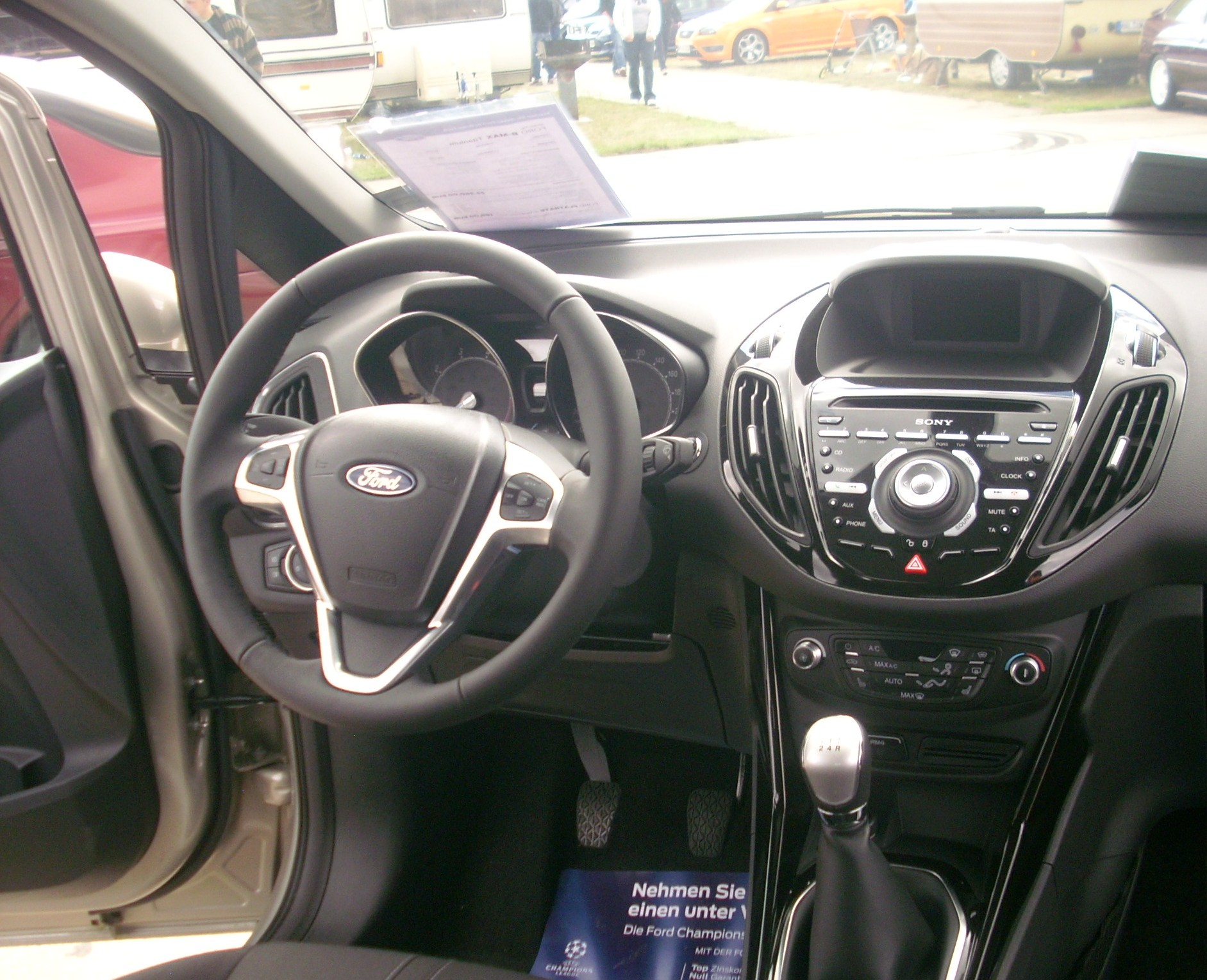
Салон

Перші зображення автомобіля з'явились у листопаді 2008 року, проте вони разючим чином відрізняються від того, яким його представили у вигляді концепт-кару на Женевському автосалоні в березні 2011 року. Серійна версія дебютувала в лютому 2012 року.

## Особливості конструкції
B-Max побудований на платформі Ford Fiesta 6-го покоління. 
Ключовою особливістю автомобіля є відсутність середньої стійки. Така компоновка забезпечує широкий (1,5 м) безперешкодний доступ в салон, в тому числі на задній ряд сидінь. Роль центральної стійки виконують інтегровані в бічні двері бруси-підсилювачі з надміцної сталі. B-Max також став однією з перших моделей Ford в Європі, що була оснащена системою комунікації з водієм «Ford SYNC», з голосовим управлінням і розширеним набором засобів безпеки, включно з автоматичним викликом екстрених служб на місце події, у випадку аварії. B-Max став другим (після Ford Focus) автомобілем, на який почали встановлювати новітній 3-циліндровий 1,0-літровий двигун EcoBoost.

### Двигуни
Бензинові:
- 1,0 EcoBoost 100 к.с.
- 1,0 EcoBoost 120 к.с.
- 1.0 SCTi 125 к.с.
- 1.4 Duratec 90 к.с.
- 1,6 l Ti-VCT Duratec 105 к.с.
- 1.6 SCTi 150 к.с.

Дизельні:
- 1.5 TDCi 75 к.с.
- 1.6 TDCi 95 к.с.
- 1.6 TDCi 116 к.с.

## Комплектації та обладнання
Компанія Ford пропонує B-MAX у чотирьох комплектаціях: початковій Studio, середній Zetec та топових Titanium і Titanium X.
Базові моделі були оснащені: DAB радіоприймачем, електроприводом бічних дзеркал та вікон. 
Популярна комплектація Zetec додавала: легкосплавні колісні диски, кондиціонер, лобове скло з підігрівом. 
Комплектація Titanium постачалася з клімат-контролем, круїз-контролем, підігрівом сидінь, кнопкою запуску двигуна, автоматичними головними фарами і склоочисниками, складними дзеркалами та 16-дюймовими легкосплавні дисками. 
Топова Titanium X могла похвалитись усім вищезазначеним, а додатково, ще мала панорамний скляний дах, частково шкіряні сидіння з підігрівом, функцію доступу без ключа, та 17-дюймові легкосплавні колісні диски. 
Для машин нижчої комплектації передбачений пакет «City» з сенсорами паркування та автоматичною функцією складання бічних дзеркал. Усі моделі Ford B-MAX отримали: електронний контроль стабільності, протибуксувальну систему, передні/бічні подушки безпеки та колінну подушку для водія. 
Моделі Zetec та вищі можна доповнити автономною системою аварійного гальмування. 

## Виробництво і продаж
Виробництво автомобілів в Європі на заводі в м. Крайова в Румунії (за 250 км на захід від Бухареста) почалося в липні 2012 року, з початком поставок клієнтам в Європі у вересні.